# جوديث هيل
جوديث هيل (بالإنجليزية: Judith Hill)‏ هي مغنية أمريكية، ولدت في 6 مايو 1984 في لوس أنجلوس في الولايات المتحدة.

## وصلات خارجية
- الموقع الرسمي
- جوديث هيل على موقع IMDb (الإنجليزية)
- جوديث هيل على موقع ميوزك برينز (الإنجليزية)
- جوديث هيل على موقع أول ميوزيك (الإنجليزية)
- جوديث هيل على موقع ديسكوغز (الإنجليزية)
- جوديث هيل على موقع قاعدة بيانات الفيلم (الإنجليزية)